# Karbuni
Koordinati:   42°55′05″N, 16°43′50″E
Karbuni so majhno naselje na hrvaškem otoku Korčuli.
Karbuni so majhno ribiško naselje na južni obali Korčule, ki ležijo jugozahodno od naselja Blato, s katerim ga povezuje lokalna cesta. Karbuni so pred vplivi vetra s severa zaščiteni z apnenčastim griči, med kateri doseže najvišji Čelinjak višino 203 mnm. Rt Zaglav, ki leži zahodno, južno od naselja in morskega preliva Luka Karbuni pa ležijo otočki Zvirinovik, Gubeša in Obljak, ki ga ščitijo pred vplivi vetra z odprtega morja.